# Lessons in Courtship
Lessons in Courtship è un cortometraggio muto del 1912. Il nome del regista non viene riportato nei credit del film che è conosciuto anche con il titolo Lessons in Love Making.

## Produzione
Il film fu prodotto dalla Vitagraph Company of America.

## Distribuzione
Distribuito dalla General Film Company, il film - un cortometraggio di 150 metri - uscì nelle sale cinematografiche statunitensi il 1º novembre 1912. Nelle proiezioni, veniva programmato con il sistema dello split reel, accorpato in un'unica bobina con un altro cortometraggio prodotto dalla Vitagraph, la commedia Bettina's Substitute; or, There's No Fool Like an Old Fool.